# XPilot
XPilot je akční počítačová hra určená pro jednoho i více hráčů. Hráč se ve hře pohybuje po dvourozměrném vesmíru v jednoduché raketce se třemi motory a podle nastavení hry může plnit více úkolů: od prostého prozkoumávání prostoru a předmětů v něm umístěných přes boj proti robotům či závod (co nejrychlejší průlet určenými body) až k týmové hře více hráčů či boji všech proti všem. Tato hra je určená pro unixové systémy včetně Linuxu, existuje však také verze pro operační systémy Microsoft Windows.

## Grafika
Původní XPilot používá pro vykreslování vektorovou grafiku, tj. všechny předměty ve hře se zobrazují pomocí úseček. Existuje i moderní odnož XPilota zvaná XPilot-NG, která, kromě dalších vylepšení (mapa s libovolnými tvary, vylepšené ovládání myší atd.), pro vykreslování používá knihovnu SDL s bitmapovou grafikou. Původní vektorová verze však má svůj osobitý půvab a také menší nároky na hardware – na její zprovoznění stačí v podstatě jakýkoliv počítač s X Window Systemem, který dokáže zobrazit alespoň šestnáct barev.

## Historie
Vývoj této hry začal roku 1991 na universitě v Tromsu v Norsku. Původními autory jsou Bjørn Stabell a Ken Ronny Schouten, v pozdějším vývoji se k nim přidali i další vývojáři, celá hra je totiž koncipována na principu Open Source. Autoři se při návrhu této hry inspirovali už existujícími hrami, především se jednalo o vektorově orientovanou hru Asteroids, určenou původně pro hrací automaty, a hru pro osmibitové počítače Thrust. I tato hra byla později převedena na hrací automat. Základní princip interakce hráče s prostředím je ve všech třech hrách stejný: hráč ovládá jednoduše vykreslenou raketu, která má pouze tři motory. Hlavní motor pohání raketu vpřed a dva postranní motory slouží k natáčení rakety do stran. Vše se odehrává v dvourozměrném vesmíru (na rozdíl od novellácké NetWar určené pro sítě typu Novell Netware), ale i tak je zvládnutí ovládání rakety složité a nejvíce se zde pozná rozdíl mezi začátečníkem a ostříleným hráčem.

## Základy ovládání
Hra XPilot je na ovládání poměrně složitá, z celé klávesnice zůstává nevyužito pouze několik tlačítek. Ze začátku je dobré zvolit hru bez protihráčů a robotů a samotné ovládání si vyzkoušet. Základní klávesy jsou:
```
Klávesa  	 Význam
A 	natočení doprava
S 	natočení doleva

Shift
 	tah hlavního motoru

Enter
	střelba

Mezerník
	ochranný štít

Ctrl
 	naplnění nádrže palivem
Q 	autodestrukce :-)
Tab 	položení miny
\ 	vypálení střely
```